# Bulbophyllum burfordiense
Bulbophyllum grandiflorum là một loài thực vật có hoa trong họ Lan. Loài này được Garay, Hamer & Siegerist mô tả khoa học đầu tiên năm 1996.